# Clwyd South (circonscription du Senedd)
Ne doit pas être confondu avec Clwyd South (circonscription britannique).
Clwyd South est une circonscription de l'Assemblée nationale du pays de Galles.

## Membres de l'Assemblée
| Élection | Élection | Membre         | Parti  | Portrait |
| -------- | -------- | -------------- | ------ | -------- |
|          | 1999     | Karen Sinclair | Labour |          |
|          | 2011     | Ken Skates     | Labour |          |

## Élections

### Élections dans les années 2010
| Élections de l'Assemblée galloise 2016: Clwyd South |                   |                  |        |      |       |
| Parti                                               | Parti             | Candidat         | Votes  | %    | ±     |
|                                                     | Labour            | Ken Skates       | 7,862  | 35.5 | -6.9  |
|                                                     | Conservateur      | Simon Baynes     | 4,846  | 21.9 | -7.3  |
|                                                     | Plaid Cymru       | Mabon ap Gwynfor | 3,861  | 17.4 | -1.1  |
|                                                     | UKIP              | Mandy Jones      | 2,827  | 12.8 | +12.8 |
|                                                     | Liberal Democrats | Aled Roberts     | 2,289  | 10.3 | +0.5  |
|                                                     | Green             | Duncan Rees      | 474    | 2.1  | +2.1  |
| Majorité                                            | Majorité          | Majorité         | 3,016  | 13.6 | +0.3  |
| Participation                                       | Participation     | Participation    | 22,159 | 40.9 | +4.0  |
|                                                     | Labour hold       | Labour hold      | Swing  | +0.2 |       |

| Élections de l'Assemblée galloise 2011: Clwyd South |                   |                  |        |       |      |
| Parti                                               | Parti             | Candidat         | Votes  | %     | ±    |
|                                                     | Labour            | Ken Skates       | 8,500  | 42.4  | +7.4 |
|                                                     | Conservateur      | Paul Rogers      | 5,841  | 29.2  | -0.1 |
|                                                     | Plaid Cymru       | Mabon ap Gwynfor | 3,719  | 18.6  | -1.4 |
|                                                     | Liberal Democrats | Bruce Roberts    | 1,977  | 9.9   | +0.4 |
| Majorité                                            | Majorité          | Majorité         | 2,659  | 13.3  | +7.6 |
| Participation                                       | Participation     | Participation    | 20,037 | 36.9  | -1.0 |
|                                                     | Labour hold       | Labour hold      | Swing  | +3.75 |      |

### Élections dans les années  2000
| Élections de l'Assemblée galloise 2007: Clwyd South |                   |                |        |      |       |
| Parti                                               | Parti             | Candidat       | Votes  | %    | ±     |
|                                                     | Labour            | Karen Sinclair | 6,838  | 35.1 | -1.4  |
|                                                     | Conservateur      | John Bell      | 5,719  | 29.3 | +10.3 |
|                                                     | Plaid Cymru       | Nia Davies     | 3,894  | 20.0 | -1.0  |
|                                                     | Liberal Democrats | Frank Biggs    | 1,838  | 9.4  | +0.5  |
|                                                     | UKIP              | David Rowlands | 1,209  | 6.2  | +3.5  |
| Majorité                                            | Majorité          | Majorité       | 1,119  | 5.7  | -9.8  |
| Participation                                       | Participation     | Participation  | 19,498 | 37.9 | +3.5  |
|                                                     | Labour hold       | Labour hold    | Swing  |      |       |

| Élections de l'Assemblée galloise 2003: Clwyd South |                   |                      |        |      |      |
| Parti                                               | Parti             | Candidat             | Votes  | %    | ±    |
|                                                     | Labour            | Karen Sinclair       | 6,814  | 36.5 | -5.6 |
|                                                     | Plaid Cymru       | Dyfed W. Edwards     | 3,923  | 21.0 | -4.2 |
|                                                     | Conservateur      | Albert M.Fox         | 3,548  | 19.0 | -0.1 |
|                                                     | Indépendant       | Marc V. Jones        | 2,210  | 11.8 | N/A  |
|                                                     | Liberal Democrats | Derek W.L. Burnham   | 1,666  | 8.9  | -2.2 |
|                                                     | UKIP              | Edwina E. Theunissen | 501    | 2.7  | N/A  |
| Majorité                                            | Majorité          | Majorité             | 2,891  | 15.5 | -1.9 |
| Participation                                       | Participation     | Participation        | 18,662 | 34.4 | -6.1 |
|                                                     | Labour hold       | Labour hold          | Swing  | -0.7 |      |

### Élections dans les années 1990
| Élections de l'Assemblée galloise 1999: Newport West |                                  |                    |        |      |     |
| Parti                                                | Parti                            | Candidat           | Votes  | %    | ±   |
|                                                      | Labour                           | Karen Sinclair     | 9,196  | 42.2 | N/A |
|                                                      | Plaid Cymru                      | Hywel Williams     | 5,511  | 25.3 | N/A |
|                                                      | Conservateur                     | David R. Jones     | 4,167  | 19.1 | N/A |
|                                                      | Liberal Democrats                | Derek W.L. Burnham | 2,432  | 11.2 | N/A |
|                                                      | Indépendant                      | Maurice Jones      | 508    | 2.3  | N/A |
| Majorité                                             | Majorité                         | Majorité           | 3,685  | 17.4 | N/A |
| Participation                                        | Participation                    | Participation      | 21,814 | 40.5 | N/A |
|                                                      | Labour Vainqueur (nouveau siège) |                    |        |      |     |